# Bredaryds församling
Bredaryds församling är en församling i Bredaryds pastorat i Östbo-Västbo kontrakt i Växjö stift. Församlingen ligger i Värnamo kommun i Jönköpings län.

## Administrativ historik
Församlingen har medeltida ursprung.
Församlingen utgjorde under medeltiden ett eget pastorat för att sedan till 1962 vara annexförsamling i pastoratet Forsheda, Bredaryd och Torskinge. Från 1962 är församlingen moderförsamling i pastoratet Bredaryd och Kulltorp.

## Kyrkor
- Bredaryds kyrka
- Kyrkstugan i Lanna